# Karl Thordarsson
Pour les articles homonymes, voir Thórdarson.
Karl Þórðarson, né le 31 mai 1955, est un footballeur islandais, actif de 1972 à 1994. Il joua comme milieu de terrain pour l'ÍA et le Stade lavallois notamment.

## Biographie
Karl Thordarsson est le fils de Thordur Thordarsson (1930-2002), attaquant international islandais (18 sélections), qui exerçait la profession de peintre.

### En club

#### Avec l'ÍA Akranes

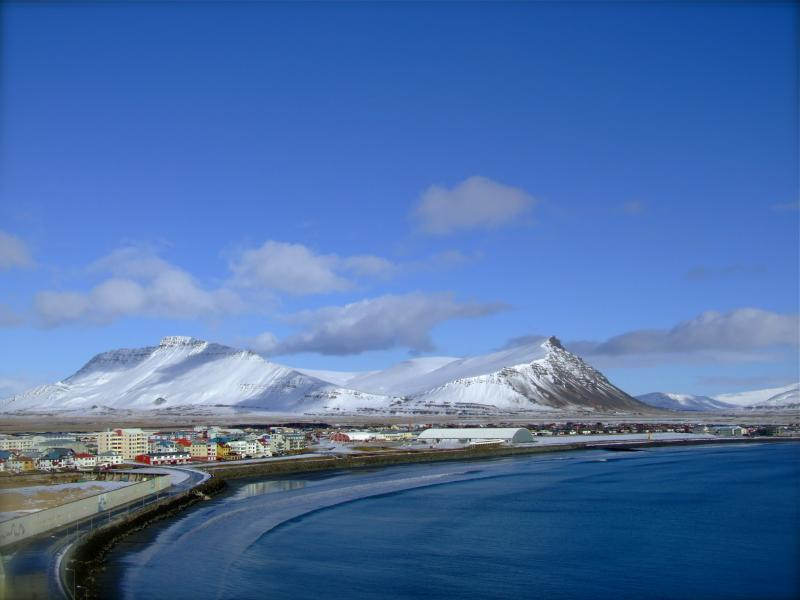
Karl Thordarsson commence le football à Akranes en Islande.

Karl Thordarsson passe l'essentiel de sa carrière à l'ÍA Akranes. Il y fait ses débuts en 1972, et joue son dernier match pour le club 22 ans plus tard, en 1994. Le professionnalisme n'existant pas en Islande, il exerce la profession d'électricien pendant ses six premières années à Akranes. Sous les ordres de l'anglais George Kirby, il remporte deux Urvalsdeild consécutifs, en 1974 et 1975. L'IA possède à cette époque de solides atouts offensifs, notamment Matthías Hallgrímsson et Teitur Þórðarson.
Ces trophées ouvrent les portes de l'Europe au club d'Akranes, petite ville de 5500 habitants, qui dispute la C1 1975-1976 (le Bayern Munich battra Saint-Étienne lors de la fameuse finale des poteaux carrés). Les Islandais réussissent l'exploit de franchir le premier tour après une victoire contre l'Omonia Nicosie. Thordarsson inscrit un but lors du match retour gagné 4-0. Les huitièmes de finale voient l'IA s'incliner contre le redoutable Dynamo de Kiev d'Oleg Blokhine, entrainé par Valeri Lobanovski.
L'année suivante, c'est Trabzonspor qui stoppe le parcours de l'IA, puis lors de la C1 1978-1979, c'est le FC Cologne (futur demi-finaliste avec Harald Schumacher et Pierre Littbarski) qui surpasse les islandais.

#### La Belgique et la France
Repéré lors d'un match de Coupe des Coupes à Cologne, Karl Thordarsson quitte son pays et son club de cœur pour débarquer en Belgique en 1978. Il devient professionnel et passera trois saisons au RAA Louviéroise, une en première division et deux en seconde division.
En 1981, il rejoint en prêt le Stade lavallois, alors entraîné par Michel Le Milinaire et qui évolue en Division 1, un championnat qui correspond plus à son profil de fin technicien. Il ne manque pas un match lors de la saison 81-82, et inscrit six buts, contribuant à l'excellente cinquième place des Tango. En mai 1982 il s'engage pour deux ans. En juin, il remporte la Coupe d'été. L'année suivante est également très réussie puisque Laval réédite sa performance, et se qualifie cette fois-ci pour la Coupe d'Europe. Il fait partie de l'équipe qui créé la sensation lors de la saison 1983-84 en Coupe de l'UEFA, lors de la double confrontation avec la grande équipe du Dynamo de Kiev de Blokhine et Zavarov. Le match aller en URSS se solda par un flatteur score de 0-0, puis les courageux lavallois sortent vainqueurs du match retour grâce à José Souto, qui inscrit l'unique but de la partie dans un stade Francis-Le-Basser archi-comble pour l'occasion. Thordarsson ne participe pas à ces deux matchs, mais joue les deux suivants, face à l'Austria Vienne.
Au terme de ces trois saisons pleines, il décide de quitter le continent et retourne en Islande.

#### Retour en Islande
C'est un retour à Akranes couronné de succès qui l'attend, puisqu'il remporte son quatrième titre de champion en 1984. Il participe ainsi une nouvelle fois à la C1 l'année suivante. Il raccroche en 1991, mais prend finalement part à 3 rencontre lors du championnat 1994, que l'IA remporte.
Toutes compétitions confondues, Karl Þórðarson a disputé 366 matchs et inscrit 54 buts avec l'ÍA Akranes.

### En sélection
Il fête sa première sélection en 1975, alors qu'il joue pour l'ÍA : Anthony Knapp l'appelle pour un match face à la France, au cours duquel sont alignés ses compères d'Akranes, Matthías Hallgrímsson et Teitur Þórðarson. Le match compte pour les éliminatoires de l'Euro 1976 et se soldera par une victoire des français 3 buts à 0. Marius Trésor, Henri Michel ou encore Raymond Domenech sont alignés côté Bleu.
Il côtoie en sélection les meilleurs joueurs islandais de l'époque (les frères Jóhannes et Atli Eðvaldsson, Pétur Pétursson,  Ingi Björn Albertsson ou encore Arnór Guðjohnsen). Malgré cela, il ne décroche qu'une seule victoire en seize capes, obtenue face aux Îles Féroé.

## Palmarès
- Vainqueur de la Coupe d'été en 1982 avec le Stade lavallois

- ÍA Akranes
  - Champion d'Islande: 1974, 1975, 1977, 1984 et 1994
  - Coupe d'Islande: 1978, 1984

### Source
- Marc Barreaud, Dictionnaire des footballeurs étrangers du championnat professionnel français (1932-1997), L'Harmattan, 1997.